# Ештед (телебашня)

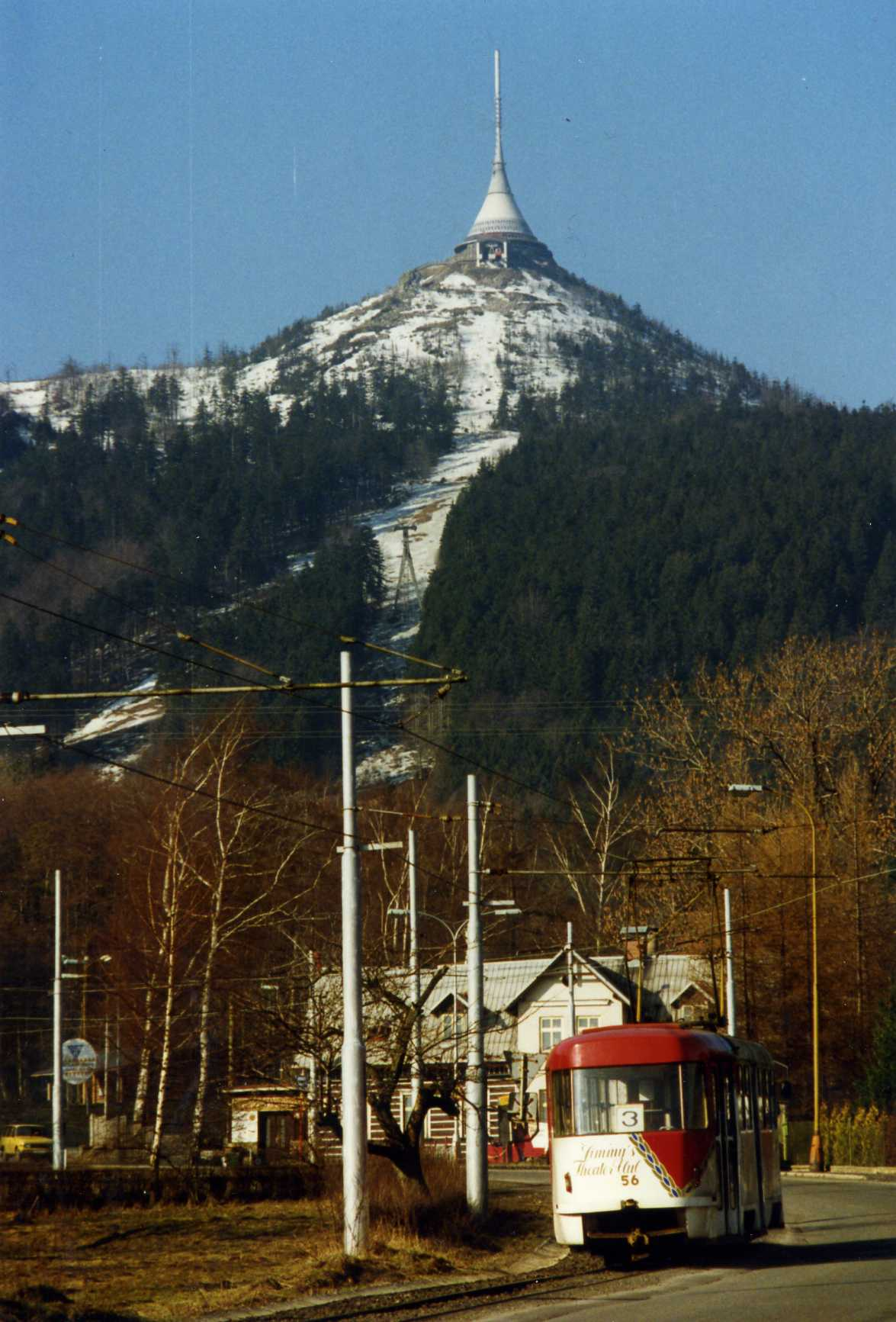
Трамвай Татра и силуэт башни с горой

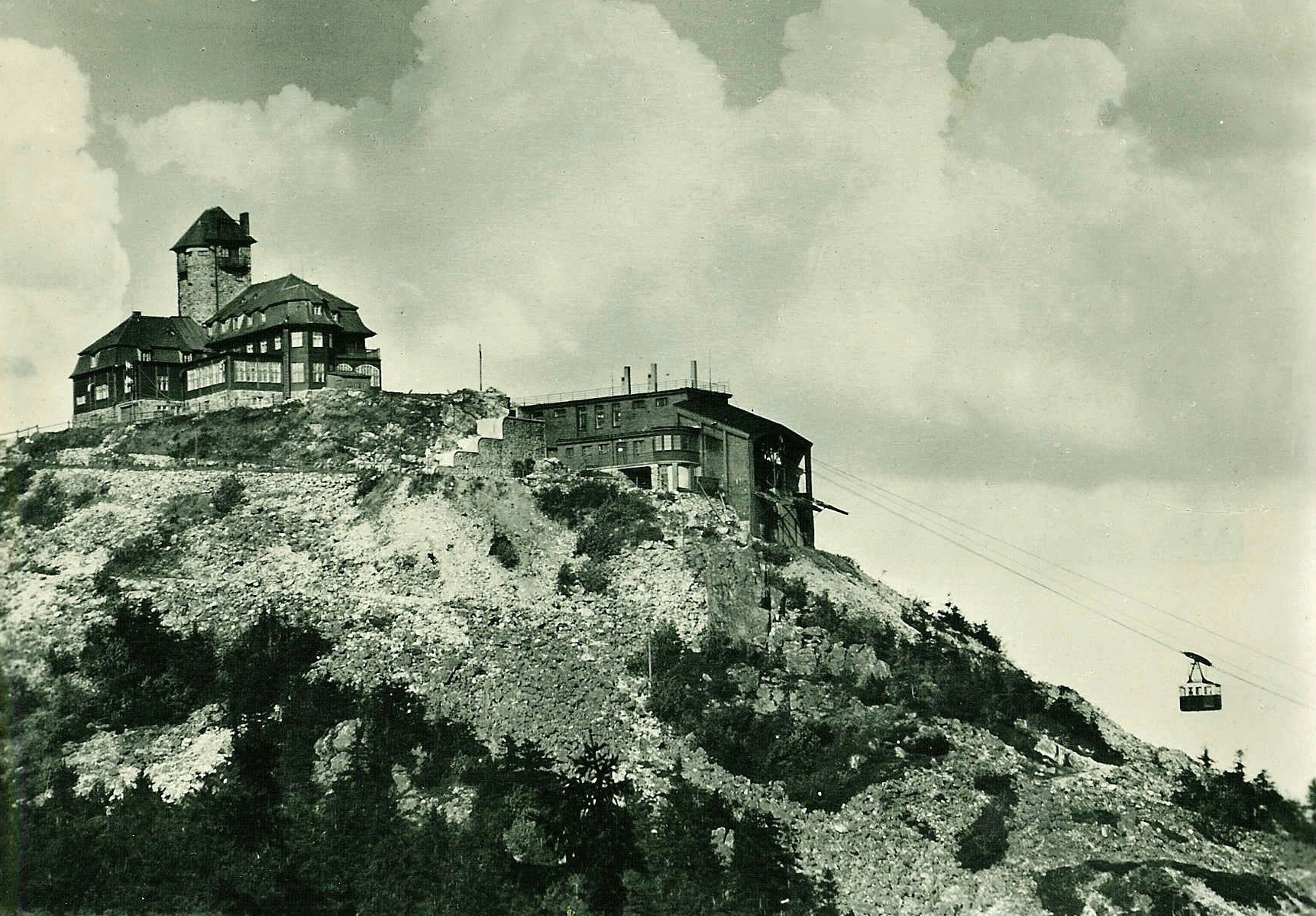
Приют на Ештеде (1961)

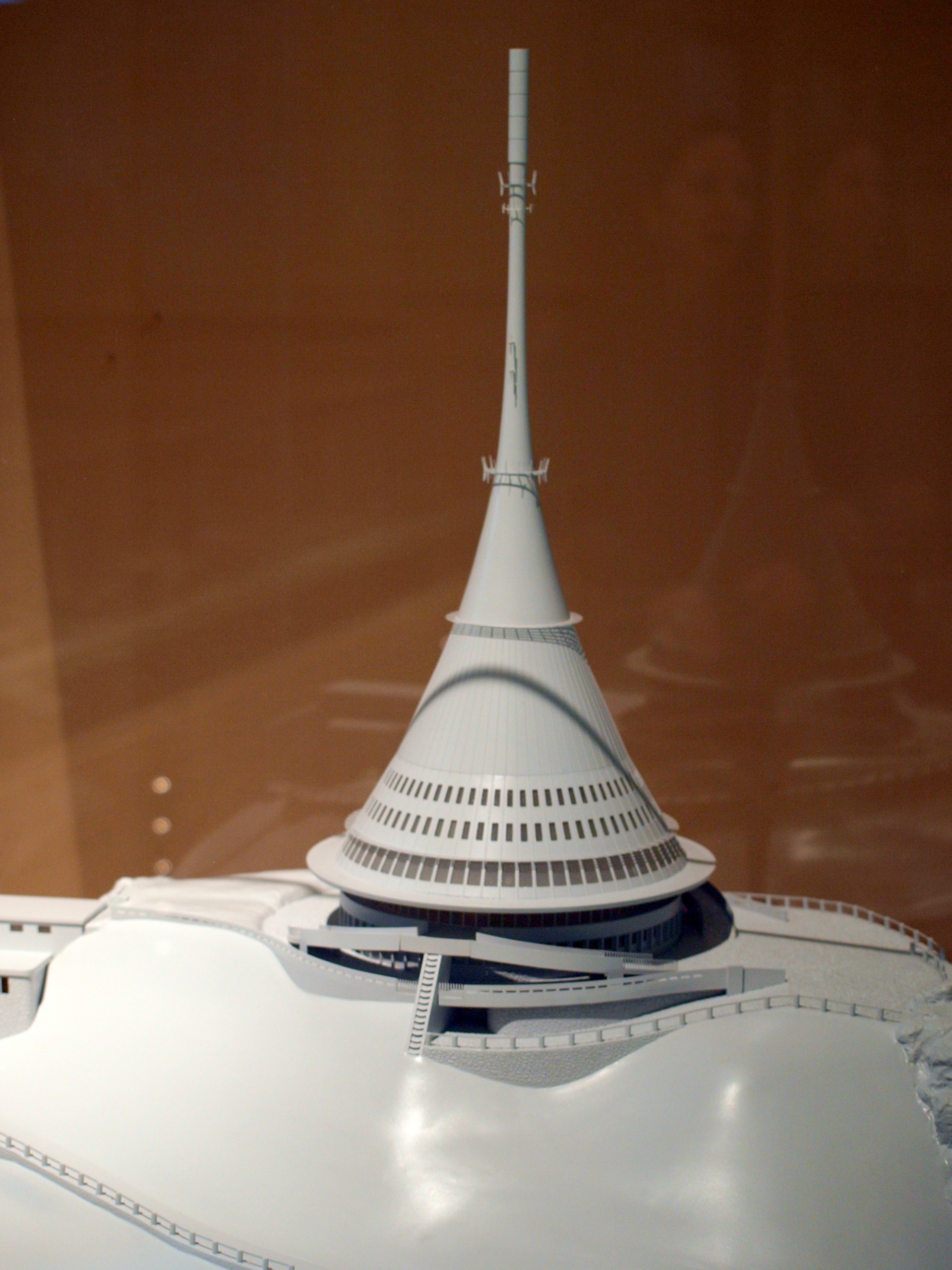
Модель в Национальном техническом музее в Праге

Телебашня и горный отель «Ештед» (чеш. Ještěd) — постройка в виде гиперболоидной конструкции на горе Ештед (1011 м над уровнем моря) около Либерца, сооружена в 1966—1973 годах. Ештед — самая известная чешская постройка XX века по версии журнала Architekt, архитектурная доминанта окрестностей, которая является символом города, как и всего Либерецкого края, а также ВУЗа и футбольного клуба. С 1998 года телебашня имеет статус памятника культуры ЧР, а в 2006 году стала Национальным памятником культуры.
Основой авторской задумки было повторить силуэтом башни форму холма, дополнив и усилив акцент.
Высота сооружения составляет почти 100 метров, основание его располагается на круге диаметром 33 метра. Автором проекта и архитектором является Карел Губачек, со статическими расчётами помогал Зденек Патрман, а решением внутренних помещений занимался Отакар Бинар.
До возведения на вершине горы уже существовала гостиница, построенная в середине XIX века. В начале XX века её заменила более новая гостиница. Обе постройки были деревянными и в 1960-х годах сгорели.

## Оценка
В 1964 году Союз архитекторов ЧССР поставил высокую оценку сооружению на Смотре архитектурных работ 1962—1963. В 1969 году, когда постройка ещё не была закончена, Карел Губачек, автор проекта, получил высший приз премию Огюста Перре. Комиссия отметила элегантность и чистоту замысла, благодаря которым постройка удачно сочетается с окружающим ландшафтом, за инновации в технологическом плане. Это самая значительная награда, которую когда бы то ни было получали чешские архитекторы. В 2000 году сооружение было названо «самой известной чешской постройкой XX века» по версии журнала Architekt. В 2005 году телебашня стала «одним из семи чудес Чехии» по версии журнала iDnes.
Вследствие того, что в Чехословакии правила коммунистическая партия, а в мире висел «железный занавес», постройка почти не была опубликована в западных журналах. Башня упоминалась в книге Культерманна «Современная архитектура Восточной Европы». Собственно, и на территории ЧР большинство публикаций о телебашне вышли после 1989 года.

## Конструкция
Основанием конструкции служит железобетонная плита в форме круга, которая имеет толщину 1 метр. Несущий скелет составляют два железобетонных цилиндра разной высоты в форме труб диаметром 5 и 13 метров с толщиной стен 30 сантиметров. К этим столбам металлическими конструкциями крепятся перекрытия этажей.
Многие применённые технологии были новаторскими и были защищены патентами. Большого внимания заслуживает устройство маятника, гасящего колебания башни.

## Реконструкция
Владелец здания Чешской радиосвязи, постоянно выполняет необходимое техническое обслуживание здания. В 2011 году он обеспечил ремонт корпуса здания в местах, где скрыты передающие антенны. Кроме того, все равно нужно отремонтировать подъездные пути, бетонные перила и части фасада, изготовленные из бетона.  Реконструкцию также требует внутренние помещения или электропроводка.